# Halocynthia pyriformis
Halocynthia pyriformis är en sjöpungsart som först beskrevs av Rathke in Müller 1806.  Halocynthia pyriformis ingår i släktet Halocynthia och familjen lädermantlade sjöpungar. Arten har ej påträffats i Sverige. Inga underarter finns listade i Catalogue of Life.